# Liga de Voleibol Superior Masculino 2007
La Liga Superior portoricana di pallavolo maschile 2007 si è svolta nel 2007: al torneo hanno partecipato 9 franchigie portoricane e la vittoria finale è andata per la ventitreesima volta, la quinta consecutiva, ai Changos de Naranjito.

## Regolamento
La competizione prevede che le nove squadre partecipanti si sfidino, per circa due mesi, senza un calendario rigido, fino a disputare trentadue partite ciascuna. Le prime sei classificate accedono ai play-off: le squadre che occupano la prima e seconda posizione accedono direttamente alle semifinali, mentre le restanti quattro si incrociano ai quarti di finale col metodo della serpentina.

## Squadre partecipanti
| - Caribes de San Sebastián - Changos de Naranjito - Gigantes de Adjuntas - Gigantes de Carolina - Indios de Mayagüez | - Leones de Ponce - Patriotas de Lares - Plataneros de Corozal - Playeros de San Juan |

## Classifica finale
| Pos | Squadra                  |
| --- | ------------------------ |
| 1   | Changos de Naranjito     |
| 2   | Caribes de San Sebastián |
| 3   | Indios de Mayagüez       |
| 4   | Plataneros de Corozal    |
| 5   | Gigantes de Carolina     |
| 6   | Playeros de San Juan     |
| 7   | Patriotas de Lares       |
| 8   | Leones de Ponce          |
| 9   | Gigantes de Adjuntas     |

## Premi individuali
| Premio                   | Giocatrice               | Squadra                  |
| ------------------------ | ------------------------ | ------------------------ |
| MVP della Regular Season | Jeffrey Ptak             | Indios de Mayagüez       |
| MVP delle finali         | Steve Klosterman         | Changos de Naranjito     |
| Miglior palleggiatore    | José Guilloty            | Indios de Mayagüez       |
| Miglior libero           | Ángel Matías             | Indios de Mayagüez       |
| Rising star              | Jackson Rivera           | Indios de Mayagüez       |
| Miglior esordiente       | Omar Rivera              | Changos de Naranjito     |
| Migliore allenatore      | Juan Francisco León      | Caribes de San Sebastián |
| Migliore presidente      | Karimar Brown Alex Brown | Indios de Mayagüez       |
| All-Star Team            | -                        | -                        |
| All-Star Team            | -                        | -                        |
| All-Star Team            | -                        | -                        |
| All-Star Team            | Jeffrey Ptak             | Indios de Mayagüez       |
| All-Star Team            | -                        | -                        |
| All-Star Team            | -                        | -                        |
| All-Star Team            | -                        | -                        |
| Offensive Team           | Jeffrey Ptak             | Indios de Mayagüez       |
| Offensive Team           | -                        | -                        |
| Offensive Team           | -                        | -                        |
| Offensive Team           | -                        | -                        |
| Offensive Team           | -                        | -                        |
| Offensive Team           | -                        | -                        |